# Teliucu Inferior
Teliucu Inferior – wieś w Rumunii, w okręgu Hunedoara, w gminie Teliucu Inferior. W 2011 roku liczyła 1295 mieszkańców.